# Museo Olímpico de Nueva Zelanda
El Museo Olímpico de Nueva Zelanda fue un museo dedicado a la participación de Nueva Zelanda en el movimiento olímpico y en la promoción de los valores olímpicos. Estaba situado en Queens Wharf, Wellington. Fue inaugurado el 23 de junio de 1998 y se cerró en enero de 2013 después de que el Comité Olímpico de Nueva Zelanda (NZOC) mudó su sede a Auckland.

## Colección
El museo tenía la Copa Lonsdale (NZOC) en exhibición permanente, así como la capa Te Mahutonga cuando no asistía a los juegos. 

### Piedra Te Kohatu Mauri
En el Día Olímpico del 23 de junio de 2004, Te Runanga O Ngai Tahu presentó dos taonga de piedra verde al Comité Olímpico de Nueva Zelanda, un colgante que viajaría con la capa Te Mahutonga y una piedra de toque maorí que viajaría con el Equipo Olímpico de Nueva Zelanda a todos los juegos futuros. La piedra Te Kohatu Mauri es una piedra de toque pounamu que funciona según el principio de que cada persona que la ve o la toca transmite su fuerza vital (mauri), impartiendo su energía a los atletas que compiten. 